# Caryatis stenoperas
Caryatis stenoperas là một loài bướm đêm thuộc phân họ Arctiinae, họ Erebidae.